# Ellagibacter
Ellagibacter es un género de bacterias grampositivas de la familia Eggerthellaceae. Actualmente contiene una sola especie: Ellagibacter isourolithinifaciens. Fue descrito en el año 2018. Su etimología hace referencia a bacteria del ácido elágico. El nombre de la especie hace referencia a producción de isourolitina. Es anaerobia estricta e inmóvil. Tiene un tamaño de 0,5 μm de ancho por 1,5 μm de largo. Forma colonias blancas, semitraslúcidas en agar ABB tras 5 días de incubación. Temperatura óptima de crecimiento de 37 °C. Catalasa negativa. Tiene un contenido de G+C de 59,6%. Se ha aislado de heces humanas en un paciente sano. 